# Uniwersytet VIZJA w Warszawie
Uniwersytet VIZJA – niepubliczna szkoła wyższa utworzona 8 maja 2001 roku. W latach 2001–2018 szkoła posługiwała się nazwą: Wyższa Szkoła Finansów i Zarządzania w Warszawie. WSFiZ otrzymała status pełnej uczelni akademickiej i od 30 września 2018 zmieniła nazwę na: Akademia Ekonomiczno-Humanistyczna w Warszawie (vizja.pl). 1 października 2019 do struktur Akademii Ekonomiczno-Humanistycznej w Warszawie została włączona Wyższa Szkoła Technologii Informatycznych w Warszawie[1]. 15 maja 2025 uzyskała status uniwersytetu i zmieniła nazwę na Uniwersytet VIZJA. Uczelnia kształci w zakresie nauk humanistycznych, społecznych, ekonomicznych, technicznych, medycznych, artystycznych i sztuki.
Na Uniwersytecie VIZJA kształci się ponad 22000 studentów z ponad 130 państw świata. W ofercie znajdują się studia licencjackie, inżynierskie, magisterskie, szkoła doktorska, studia podyplomowe: specjalistyczne, EMBA, DBA i Akademia Doktorska.
Wydział Biznesu Uniwersytetu VIZJA posiada akredytację CEEMAN IQA, a specjalizacje na kierunku psychologia są rekomendowane przez Polską Akademię Nauk.
Jako pierwsza uczelnia niepubliczna VIZJA zdobyła możliwość kształcenia na kierunku farmacja. W ofercie uniwersytetu znajdują się również pierwsze takie kierunki w Polsce jak: projektowanie mody i zrównoważone zarządzanie w modzie, media społecznościowe i marketing cyfrowy, psychoterapia oraz studia II stopnia z programem MBA.
Od 2022 r. VIZJA uzyskała uprawnienia do nadawania stopnia naukowego doktora. Aktualnie tytuł doktora można uzyskać w pięciu dyscyplinach: nauki prawne, psychologia, ekonomia i finanse, nauki o polityce i administracji oraz nauki o rodzinie.
VIZJA ze współpracą z Urzędem Ochrony Danych Osobowych utworzyła pierwszy w Polsce Instytut Prawa Ochrony Danych Osobowych (IPODO).

## Władze uczelni
Kadencja 2024–2028:
- Rektor – dr hab. Konrad Janowski, prof. AEH[6]
- Rektor Honorowy – prof. dr hab. Maria Sierpińska
- Prorektor ds. Współpracy Międzynarodowej – dr Maciej Kluz
- Prorektor ds. Nauki – dr hab. Marcin Staniewski, prof. AEH
- Prorektor ds. Rozwoju – dr hab. Tomasz Kownacki, prof. AEH
- Prorektor ds. Kształcenia – dr hab. Piotr Szczepankowski, prof. AEH
- Dziekan Wydziału Nauk Medycznych i Nauk o Zdrowiu (School of Health & Medical Sciences) – prof. dr hab. inż. Bożena Waszkiewicz-Robak
- Prodziekan Wydziału Nauk Medycznych i Nauk o Zdrowiu (School of Health & Medical Sciences)  – prof. dr hab. n.med. Agnieszka Neumann-Podczaska
- Dziekan Wydziału Biznesu (School of Business) – dr Barbara Sypniewska
- Prodziekan Wydziału Biznesu (School of Business) - dr Rafał Kusy
- Dziekan Wydziału Nauk o Człowieku (School of Human Sciences) – dr Giuseppe Leonardi[7]
- Prodziekan Wydziału Nauk o Człowieku (School of Human Sciences) - dr Małgorzata Foryś-Nogala
- Dziekan Wydziału Nauk Społecznych (School of Social Sciences) – dr hab. Anna Wierzchowska, prof. AEH
- Prodziekan Wydziału Nauk Społecznych (School of Social Sciences) – dr hab. Tomasz Płudowski, prof. AEH
- Dziekan Wydział Technologii Informatycznych (School of Computer Science & Technologies) – mgr inż. Piotr Michalski
- Dziekan Wydziału Nauk Humanistycznych i Sztuki (School of Humanities & Fine Arts) – dr Adam Świątek

## Kierunki kształcenia
Uczelnia daje możliwość podjęcia studiów na kierunkach:
(Pełna lista kierunków i specjalności dostępna na vizja.pl/oferta)
- Psychologia – jednolite studia magisterskie, studia I i II stopnia, stacjonarne, niestacjonarne, online
- Prawo – jednolite studia magisterskie, stacjonarne, niestacjonarne, online
- Administracja – studia I i II stopnia, stacjonarne, niestacjonarne, online
- Finanse i Rachunkowość – studia I i II stopnia, stacjonarne, niestacjonarne, online
- Zarządzanie – studia I i II stopnia, stacjonarne, niestacjonarne, online
- Politologia – studia I i II stopnia, stacjonarne, niestacjonarne, online
- Informatyka – studia I i II stopnia, stacjonarne, niestacjonarne, online
- Cyberbezpieczeństwo – studia I i II stopnia, stacjonarne, niestacjonarne, online
- Bezpieczeństwo i Stosunki Międzynarodowe – studia II stopnia, stacjonarne, niestacjonarne, online
- Bezpieczeństwo Wewnętrzne – studia I i II stopnia, stacjonarne, niestacjonarne, online
- Logistyka – studia I i II stopnia, stacjonarne, niestacjonarne, online
- Ekonomia – studia I i II stopnia, stacjonarne, niestacjonarne, online
- Resocjalizacja – studia I i II stopnia, stacjonarne, niestacjonarne, online
- Kryminalistyka i Kryminologia – studia I i II stopnia, stacjonarne, niestacjonarne, online
- Nowe Media i Public Relations – studia II stopnia, stacjonarne, niestacjonarne, online
- Fashion Design & Sustainable Fashion Management – studia I stopnia, stacjonarne, niestacjonarne
- Filologia Germańska – studia I stopnia, stacjonarne, niestacjonarne, online
- Filologia Angielska – studia I i II stopnia, stacjonarne, niestacjonarne, online
- Kosmetologia – studia I stopnia, stacjonarne, niestacjonarne
- Dietetyka – studia I i II stopnia, stacjonarne, niestacjonarne, online
- Farmacja – jednolite studia magisterskie, stacjonarne
- Stosunki Międzynarodowe – studia I stopnia, stacjonarne, niestacjonarne, online
- Italianistyka – studia I stopnia, stacjonarne, niestacjonarne, online
- Psychoterapia – jednolite studia magisterskie, stacjonarne, niestacjonarne
- Cognitive Science – studia I stopnia, stacjonarne, niestacjonarne, online
- Media Społecznościowe i Marketing Cyfrowy – studia I stopnia, stacjonarne, niestacjonarne, online
- Turystyka i Rekreacja – studia I i II stopnia, stacjonarne, niestacjonarne, online
- Energy Studies – studia I i II stopnia, stacjonarne, niestacjonarne, online
- Analityka i Audyt Zrównoważonego Rozwoju – studia I i II stopnia, stacjonarne, niestacjonarne, online
- Behawiorystyka i psychologia zwierząt – studia I stopnia, stacjonarne, online
- Coaching i Mentoring – studia II stopnia, stacjonarne, niestacjonarne, online
- Sztuka Polityki – studia I stopnia, stacjonarne, niestacjonarne
- Chillout Studies – studia I stopnia, stacjonarne, online
- Financial Technology (FinTech) – studia I stopnia, stacjonarne, online
- Filologia hiszpańska – studia I stopnia, stacjonarne, niestacjonarne, online
- Studia z programem MBA – studia II stopnia, stacjonarne, niestacjonarne, online

Nowo dodane kierunki na rok akademicki 2025/2026:
- Analityka medyczna – jednolite studia magisterskie, stacjonarne
- Architektura – studia I i II stopnia, stacjonarne, niestacjonarne
- Architektura krajobrazu – studia I stopnia, stacjonarne, niestacjonarne, online
- Architektura wnętrz – studia I stopnia, stacjonarne, niestacjonarne, online
- Biznes dóbr luksusowych – studia I stopnia, stacjonarne, niestacjonarne
- Biznes energetyczny – studia I i II stopnia, stacjonarne, niestacjonarne, online
- Diagnostyka sportowa – studia I stopnia, stacjonarne, niestacjonarne
- Logopedia – studia I i II stopnia, jednolite, stacjonarne, niestacjonarne
- Organizacja produkcji filmowej i telewizyjnej – studia I stopnia, stacjonarne, niestacjonarne, online
- Pedagogika przedszkolna i wczesnoszkolna – jednolite studia magisterskie, stacjonarne, niestacjonarne
- Pedagogika specjalna – jednolite studia magisterskie, stacjonarne, niestacjonarne, online
- Projektowanie mody i zrównoważone zarządzanie w modzie – studia I stopnia, stacjonarne, niestacjonarne
- Ratownictwo medyczne – studia I i II stopnia, stacjonarne, niestacjonarne
- Technologia i projektowanie kosmetyków – studia I i II stopnia, stacjonarne, niestacjonarne
- Urbanistyka i planowanie przestrzenne – studia I stopnia, stacjonarne, niestacjonarne
- Zdrowie publiczne – studia I i II stopnia, stacjonarne, niestacjonarne
- Zarządzanie i inżynieria produkcji – studia I i II stopnia, stacjonarne, niestacjonarne, online.

Legenda:
- studia I stopnia – licencjackie / inżynierskie,
- studia II stopnia – magisterskie,
- jednolite studia magisterskie – pięcio- lub sześcioletnie ciągłe kształcenie,
- online = Hybrid Flexible Learning (HFL) to metoda studiowania, wykorzystująca metody i techniki kształcenia na odległość.

Uczelnia ma w swojej ofercie studia podyplomowe MBA, DBA, studia specjalistyczne oraz akademię doktorską.

### Doktoraty
W styczniu 2010 r. Wydziałowi Psychologii VIZJA przyznano uprawnienia do nadawania stopnia naukowego doktora w dyscyplinie psychologia. Pod koniec 2017 r. Wydział Nauk Prawnych otrzymał uprawnienia do nadawania stopnia naukowego doktora w dyscyplinie prawo[20]. Od 2022 r. Uniwersytetowi VIZJA  przyznano uprawnienia do nadawania stopnia naukowego doktora w następujących dwóch dyscyplinach: ekonomia i finanse oraz nauki o polityce i administracji. Zajęcia realizowane są w formie seminariów doktorskich.
W roku akademickim 2024/2025 Uczelnia prowadzi szkołę doktorską[21] w następujących dyscyplinach naukowych:
- Nauki Prawne
- Psychologia
- Ekonomia i Finanse
- Nauki o Polityce i Administracji
- Nauki o rodzinie

## Wydawnictwa własne
Poza publikacjami książkowymi uczelnia wydaje następujące czasopisma naukowe:
- Współczesna Ekonomia (Contemporary Economics)
- Advances in Cognitive Psychology
- Lumen Poloniae
- Parerga

## Absolwenci
- Łukasz Piebiak

## Organizacje studenckie
- Samorząd studencki VIZJA
- Akademickie Biuro Karier
- Klub Sportowy AZS
- Klub Absolwenta
- Koło Naukowe Legislacja
- Koło Naukowe Politolog
- Koło Naukowe Psychologii Eksperymentalnej i Psychofizjologii
- Koło Naukowe Psychologii Sądowej i Penitencjarnej
- Koło Naukowe studentów Psychologii VIZJA
- Koło Naukowe Human Relations
- VIZJA University Academic Work and Research Center for Political Thought and Leadership
- VIZJA University Academic Center for Holocaust and Genocide Research